# Gingri församling
Gingri församling var en församling i Skara stift och i Borås kommun. Församlingen uppgick 1992 i Fristad-Gingri församling.

## Administrativ historik
Församlingen har medeltida ursprung. 
Församlingen var till 24 januari 1628 annexförsamling i pastoratet Fristad, Torpa, Borgstena och Gingri som till 1574 även omfattade Längjums församling och från 1622 Borås församling. Från 1628 till 1962 annexförsamling i pastoratet Fristad, Borgstena och Gingri med undantag av perioden mellan 1628 och 1672 samt 1689 och 1860 då församlingen var annexförsamling i pastoratet Borås, Brämhult, Torpa, Fristad, Borgstena och Gingri. Från 1962 till 1992 annexförsamling i pastoratet Fristad, Borgstena, Gingri, Tärby, Tämta och Vänga. Församlingen uppgick 1992 i Fristad-Gingri församling.

## Kyrkor
Församlingskyrka, som sedan 1850 delas med Fristads församling, är Fristads kyrka